# Turnierform
Eine Turnierform, ein Turnierformat oder Turniermodus beschreibt den Aufbau eines Turniers oder einer Liga, mit dem der beste Spieler, Sportler oder das beste Team ermittelt werden soll. Meist geht es dabei um Sportarten, die keine direkte Messung erlauben, sondern bei denen jeweils zwei Teilnehmer gegeneinander antreten müssen.
Hinweis: Der Begriff „Spiel“ ist hier in einem abstrakten Sinn zu verstehen: Bei einem Schachturnier kann ein „Spiel“ etwa aus zwei Partien bestehen (jeder Spieler spielt einmal mit den weißen Steinen und einmal mit den schwarzen), ebenso kann bei einem Fußballturnier ein „Spiel“ aus zwei Partien bestehen (einem Hin- und einem Rückspiel), beim Tennis ist ein „Spiel“ entschieden, sobald ein Teilnehmer zwei bzw. drei „Sätze“ gewonnen hat. Es kommt im Folgenden nicht auf die genaue Ausgestaltung des „Spiels“ im Sinne der jeweiligen Sportart an, sondern nur auf den für den weiteren Turnierverlauf bedeutsamen Ausgang. Im Folgenden ist der Begriff „Spiel“ in dieser Weise zu verstehen und nicht mehr typographisch ausgezeichnet.

## Anforderungen an eine Turnierform
Der Vergleich sportlicher Leistungen ist – je nach Sportart – unterschiedlich schwierig. Beim Marathonlauf etwa ist der Leistungsvergleich vergleichsweise einfach, da die Tatsache, dass alle Turnierteilnehmer zugleich gegeneinander antreten, einen direkten Leistungsvergleich zulässt. Eine objektive Leistungsmessung, wie eine Zeitnahme, ist prinzipiell nicht einmal notwendig. Die Möglichkeit, alle Teilnehmer gleichzeitig gegeneinander antreten zu lassen, ist jedoch vielfach nicht gegeben. Auch kann die Leistung oft nicht objektiv gemessen werden, sondern nur relativ zu einem Gegner (Fußball, Tennis, Schach, Bridge). Dadurch kann der „beste“ Teilnehmer in diesen Sportarten nur durch ein Turnier bestehend aus mehreren Vergleichskämpfen ermittelt werden.
Das Hauptziel eines Turniers besteht darin, den Sieger eines Wettbewerbs zu ermitteln. Idealerweise sollte das Turnier so konzipiert sein, dass alle Teilnehmer die gleichen Chancen haben, unabhängig von Faktoren wie Setzliste oder Zeitplan. Der Einfluss von Glück oder Zufall auf die Ergebnisse sollte so gering wie möglich gehalten werden. Das Turnier sollte außerdem ein spannendes und fesselndes Ereignis für Teilnehmer und Zuschauer sein.
Wünschenswerte Eigenschaften eines Turnierformats sind daher:
- Die Turnierform soll den tatsächlich besten Teilnehmer mit größtmöglicher Wahrscheinlichkeit als Turniersieger ermitteln. Im Idealfall soll die Schlussrangliste die wahre Teilnehmerstärke möglichst getreu abbilden (das Rundenturnier ist beispielsweise in dieser Hinsicht deutlich besser als das K.-o.-System).
- Die Turnierform soll die entscheidende Bedeutung jedes Spiels für die Schlussplatzierung gewährleisten. Bedeutungslose Spiele für einen oder beiden Teilnehmer, taktische Ergebnisse, Absprachen zulasten Dritter (sogenannte Kollusion, vgl. Bundesliga-Skandal oder Nichtangriffspakt von Gijón) sollen durch die Regelungen der Turnierform ausgeschlossen werden (im K.-o.-System ist dies immer der Fall, in den letzten Runden des Rundenturniers in der Regel jedoch nicht).
- Auch andere allgemeine Rahmenbedingungen sollen für alle Teilnehmer so gleich wie möglich sein. Zum Beispiel sollten alle Teilnehmer ungefähr die gleiche Regenerationszeit zwischen den Spielen haben. Folglich sollten beide Teilnehmer eines Matches in der Regel die gleiche Anzahl von Matches im bisherigen Turnierverlauf gespielt haben (im Doppel-K.-o.-System nicht erfüllt).
- Die Tiebreak-Kriterien sollen transparent sein und ausschließlich auf sportlichen Leistungen beruhen (problematisch beim Rundenturnier und beim Schweizer System).
- Die Turnierform soll sportartspezifischen, organisatorischen und zeitlichen Rahmenbedingungen des konkreten Turniers entsprechen. Das K.-o.-System ist zum Beispiel für die Bundesliga nicht geeignet, das Rundenturnier mit 32 Mannschaften lässt sich für eine Weltmeisterschaft nicht umsetzen.
- Die Dauer der Turnierteilnahme soll für jeden Teilnehmer im Voraus bekannt sein.
- Die Entscheidung über den Turniersieg soll – zur Erhöhung der Spannung – erst am Ende des Turniers in einem Finale der beiden besten Teilnehmer fallen.
- Für die Zuschauer sind spannende Spiele wünschenswert. Deshalb sollten bei jedem Spiel etwa gleich starke Teilnehmer aufeinandertreffen.

Keine Turnierform kann all diese wünschenswerten Eigenschaften erfüllen, weswegen es kein „ideales“ Turnierformat gibt. Die folgenden unterschiedlichen Turnierformate erfüllen diese Kriterien daher jeweils nur zum Teil.

## Übersicht über die Turnierformen
| Turnierform                         | Vorteile | Nachteile | Anzahl benötigte Spiele bei n Spielern |
| ----------------------------------- | --- | --- | --- |
| K.-o.-System                        | - Geeignet für viele Teilnehmer - Spannende, zuschauerfreundliche Spiele, schließlich führt jede Begegnung zum Ausscheiden des einen Spielers - Der Turniersieger wird in einem Finalspiel ermittelt | - Frühes Aufeinandertreffen zweier Spitzenspieler führt zwangsläufig zu einer schlechten Schlussplatzierung für den einen Spieler - Um das drohende Ausscheiden abzuwenden, treten beide Teams/Spieler taktisch extrem defensiv auf, wodurch ein für Zuschauer reizvoller Spielfluss häufig nicht zustande kommt (siehe Catenaccio) - Frühes Ausscheiden vieler Spieler, die somit wenig Turniererfahrung sammeln können - Für sehr viele Teilnehmer wird gar kein Rang ermittelt | {\displaystyle n-1} |
| Doppel-K.-o.-System                 | - Geeignet für viele Teilnehmer - Ein Teilnehmer scheidet erst nach der zweiten Niederlage aus dem Turnier aus (vergl. K.-o.-System) - Jedes Spiel hat eine entscheidende Bedeutung für beide Teilnehmer, somit gibt es keine Gefahr von taktischen Überlegungen, Königsmachermöglichkeiten, betrügerischem Zusammenspiel (vergl. Rundenturnier) | - Ein Teilnehmer bleibt nach der ersten Niederlage zwar im Turnier, aber er muss mehr Spiele als der Gewinner bis zum Finale absolvieren. Je früher im Turnier sich diese Niederlage ereignet, desto mehr Spiele müssen gespielt werden. - Die Anzahl der absolvierten Einsätze im bisherigen Turnierverlauf ist für die Spielteilnehmer in der Turnierendphase nicht gleich. Das führt zu Wettbewerbsverzerrung und Organisationsproblemen. Während eine Mannschaft in der kurzen Zeit ohne ausreichende Regeneration mehrere Spiele hintereinander bestreiten muss, wartet die andere Mannschaft zu lange auf den nächsten Einsatz - Zwei gleiche Mannschaften können auch vor dem Finale zum zweiten Mal aufeinandertreffen - Je nach dem Turnierverlauf besteht das Finale entweder aus einem Spiel oder aus zwei Spielen. Aus organisatorischen Gründen ist das für die Anwendung in den Turnieren einiger Sportarten nicht geeignet | {\displaystyle 2\cdot n-2} |
| Rundenturnier                       | - Schlussresultat gibt die relative Spielstärke der Spieler sehr genau wieder - Planbarkeit: Es ist schon bei der Turnierplanung bekannt, welcher Spieler wann auf welchen Gegner trifft | - Ungeeignet für Turniere mit vielen Teilnehmern, insbesondere bei Hin- und Rückspielen - Gefahr von taktischen Überlegungen, Königsmachermöglichkeiten, betrügerischem Zusammenspiel - Entscheidung über Turniersieg fällt meistens nicht durch eine direkte Begegnung der beiden Bestplatzierten, sondern in einem Fernduell | {\displaystyle {\frac {n}{2}}\cdot (n-1)} bzw. {\displaystyle {\binom {n}{2}}} bei einfacher Ausführung, {\displaystyle n\cdot (n-1)} mit Rückrunde |
| Schweizer System (Dänisches System) | - Während des ganzen Turniers spannende Spiele, da stets in etwa gleich gute Spieler aufeinander treffen - Geeignet für viele teilnehmende Spieler, die während der ganzen Turnierdauer anwesend sein sollen | - Möglichkeit, sich mit einer taktischen Niederlage zu Turnierbeginn eine bessere Ausgangsposition zu verschaffen - Im Mittelfeld widerspiegelt die Rangordnung die Spielerstärke nur schlecht | {\displaystyle {\frac {n}{2}}\cdot \log _{2}n} |
| Leiterturnier                       | - Je nach Ausgestaltung spiegelt das Schlussresultat die relativen Spielstärken sehr gut wider - Wird das Teilnehmerfeld gut gesetzt, sind nur sehr wenige Spiele notwendig - Flexibilität für die Teilnehmer, da sie Anzahl Spiele und die Gegner auswählen können                                                                              | - Wird die Rangordnung zu Beginn ausgelost, ist diese Turnierform sehr ineffizient - Gefahr von Willkür (Spieler wählen subjektiv gesehen besiegbare Gegner aus) - ungleiche Anzahl Spiele pro Teilnehmer | {\displaystyle {\frac {n}{2}}\cdot (n-1)} im ungünstigsten Fall, {\displaystyle {\frac {n}{2}}} im günstigsten Fall                                 |

| Anzahl Spieler    | K.-o.-System          | Schweizer System                                | Rundenturnier                   | mit Rückrunde                |
| ----------------- | --------------------- | ----------------------------------------------- | ------------------------------- | ---------------------------- |
| 4                 | 3                     | 4                                               | 6                               | 12                           |
| 8                 | 7                     | 12                                              | 28                              | 56                           |
| 16                | 15                    | 32                                              | 120                             | 240                          |
| 30                | 29                    | 75                                              | 435                             | 870                          |
| 50                | 49                    | 150                                             | 1225                            | 2450                         |
| 100               | 99                    | 350                                             | 4950                            | 9900                         |
| {\displaystyle n} | {\displaystyle (n-1)} | {\displaystyle {\tfrac {n}{2}}\cdot \log _{2}n} | {\displaystyle {\binom {n}{2}}} | {\displaystyle n\cdot (n-1)} |

## K.-o.-System

### Single knockout
Das K.-o.-System (von englisch knockout; etwa: „außer Gefecht setzen“) im engeren Sinne ist eine Turnierform, bei der in jeder Spielrunde jeweils zwei Teilnehmer aufeinandertreffen und der Verlierer ausscheidet, bis schließlich im Finale der Sieger des Turniers ermittelt wird.

### Double knockout
Als Double knockout (auch Double-elimination) bezeichnet man eine Turnierform, die in ihren Grundzügen auf dem K.-o.-System beruht, jedoch versucht, dessen Schwächen zu umgehen. Die wesentlichen Unterschiede des Double-knockout-Formates im Gegensatz zum einfachen K.-o.-System (single knockout oder single elimination) sind:
- Ein Teilnehmer scheidet erst nach der zweiten Niederlage aus dem Turnier aus.
- Ein Teilnehmer kann trotz eines einmaligen Verlustes das Turnier gewinnen. Das ist im einfachen K.-o.-System auch dann ausgeschlossen, wenn zusätzliche Spiele abgehalten werden, um eine durchgehende Reihung zu erhalten: Der Verlierer eines Semifinalspieles kann bestenfalls den 3. Platz belegen, der Verlierer eines Viertelfinalspiels bestenfalls den 5. Platz etc.
- Es ist auch ohne Seeding (Setzen) sichergestellt, dass der zweitbeste Spieler den zweiten Platz belegt (vorausgesetzt bei jeder einzelnen Begegnung gewinnt der jeweilige Favorit).
- Bei gleicher Teilnehmeranzahl sind etwa doppelt so viele Spiele zu absolvieren wie beim K.-o.-System. (Nehmen n Spieler teil, werden 2n-2 Spiele benötigt.)

## Rundenturnier
Als „Rundenturnier“ (auch „Jeder gegen jeden“, englisch Round Robin oder Liga-System) wird eine Turnierform bezeichnet, bei der jeder Turnierteilnehmer gleich oft gegen alle anderen Turnierteilnehmer antritt.
Dieses System wird in den meisten Ligasystemen beim Fußball angewandt, wo anhand eines festen Spielplans jede Mannschaft gegen jede andere Mannschaft einmal zuhause und einmal auswärts spielt (exakte Bezeichnung: „Double Round Robin“, da jede Mannschaft jede andere zwei Mal trifft). Dies wird auch beim Bowling angewandt.
Ein Turnier „jeder gegen jeden“ benötigt in der einfachen Durchführung (ohne Rückspiele) bei n Teilnehmern {\displaystyle {\begin{matrix}{\frac {n}{2}}\end{matrix}}(n-1)} Spiele. Für jeden Sieg und jedes Unentschieden werden Punkte vergeben. Am Ende gibt es eine vollständige Rangliste nach Punkten, bei Punktegleichstand werden weitere Kriterien herangezogen, das Torverhältnis oder die direkten Begegnungen.

## Kombinationen aus K.-o.- und Rundenturnier
In vielen Fällen wird eine Kombination aus K.-o.-System und Rundenturnier verwendet.
Zumeist wird der erste Abschnitt des Turniers als Rundenturnier mit mehreren Gruppen oder Ligen, ein weiterer als K.-o.-Turnier durchgeführt. Beispiele hierfür sind die Fußball-WM und EM (nach der Qualifikationsphase) sowie die meisten europäischen Fußball-Pokalwettbewerbe. Hier werden die Mannschaften überwiegend in Gruppen von je vier Mannschaften aufgeteilt. Zwischen den Mannschaften einer Gruppe spielt jeder gegen jeden. Dies wird als Gruppenphase, manchmal auch als Vorrunde bezeichnet. Die Gruppenersten und Gruppenzweiten spielen dann im K.-o.-System gegeneinander („Ausscheidungsspiele, K.-o.-Phase“), bei der Fußball-EM 2016 qualifizieren sich erstmals auch die vier besten von insgesamt sechs Gruppendritten für die K.-o.-Phase, da es bei dieser Europameisterschaft erstmals ein Achtelfinale gibt. In manchen Fällen gibt es zwischen Vorrunde und K.-o.-Phase noch eine weitere Zwischenrunde, so z. B. bei der UEFA Champions League bis zum Jahr 2002, wo diese Zwischenrunde als zweite Gruppenphase bezeichnet wurde. Als Endrunde wird verwirrenderweise bei der UEFA Champions League nur die K.-o.-Phase bezeichnet, bei WMs und EMs das gesamte Turnier inklusive der Gruppenphase, jedoch ohne die Qualifikationsspiele.
Dieses Mischsystem hat den Vorteil, dass ein zu frühes Ausscheiden guter Mannschaften weitgehend vermieden werden kann, indem die Gruppensieger so spät wie möglich aufeinandertreffen. So spielen in der ersten Ausscheidungsrunde stets Gruppenerste gegen Gruppenzweite.
Durch geeignetes Setzen kann man außerdem erreichen, dass zwei Mannschaften, die in der Vorrunde in derselben Gruppe gegeneinander gespielt haben, nur im Finale erneut aufeinandertreffen können. Vor Beginn des eigentlichen Turniers finden vielfach Qualifikationsspiele statt, in denen als Modus wiederum entweder das K.-o.-System oder das Rundenturnier angewendet wird.
Außerdem gibt es noch viele weitere Möglichkeiten, diese beiden Turnierformen zu kombinieren. Vor allem im nordamerikanischen Vereinssport werden hierzu verschiedene Varianten angewendet (NBA, NHL, MLB, NFL oder MLS). Play-off heißt ein K.-o.-System, das von den Bestplatzierten einer einzigen Liga nach Abschluss der im Jeder-gegen-Jeden-System durchgeführten Hauptsaison gespielt wird.

## Schweizer System
Das „Schweizer System“ lässt sich am besten als Sonderform des Rundenturniers beschreiben. In der Schweiz ist dieses Spielsystem als „System Schoch“ bekannt. Die erste Runde wird gesetzt oder gelost, danach wird nach jeder Runde der Zwischenstand bestimmt. In den folgenden Runden spielt stets der Führende gegen den Zweitplatzierten, der dritte gegen den vierten und in dieser Reihe jeweils weiter.
Es wird allerdings ausgeschlossen, dass zwei Spieler zweimal aufeinandertreffen, die Paarungen werden daher vor jeder Runde wie folgt festgelegt:
- Der Führende spielt gegen den bestplatzierten Spieler, gegen den er noch nicht gespielt hat.
- Der Führende unter den verbleibenden Spielern spielt gegen den bestplatzierten Spieler, gegen den er noch nicht gespielt hat.

Liegen also nach einer Runde dieselben Spieler in Führung, so spielt nun der erste gegen den dritten (falls er gegen diesen noch nicht gespielt hat, daher: gegen den bestplatzierten Spieler, gegen den er noch nicht gespielt hat), der zweite gegen den vierten. Es können Abbruchkriterien festgelegt werden — wie etwa im Pétanque üblich: Es werden so lange neue Runden gespielt, bis nur noch ein Teilnehmer ohne Niederlage geblieben ist. Ohne ein Abbruchkriterium dauert ein Turnier nach dem Schweizer System gleich lange wie ein Rundenturnier, was aber einen bedeutenden Vorteil des Schweizer Systems zunichtemacht.
Wenn Indikatoren wie Tordifferenz oder Anzahl geschossene Tore fehlen, kann eine Feinwertung notwendig sein, um bei Punktegleichheit eine eindeutige Rangfolge festzulegen. Wird keine Feinwertung erstellt, kann bei Punktegleichheit der jeweilige neue Gegner allerdings auch zugelost werden.

### Schweizer System (Varianten)
Das Dänische System unterscheidet sich vom Schweizer System dadurch, dass dieselben Paarungen mehrfach auftreten können: Es spielen also in jeder Runde der Erstplatzierte gegen den Zweitplatzierten, und die Nächstplatzierten in derselben Weise.
Eine Sonderform des Schweizer Systems ist das Mac-Mahon-System, das bei Shōgi- und Go-Turnieren häufig angewendet wird. Hierbei starten die Spieler nicht mit null Punkten, sondern beginnen das Turnier mit unterschiedlichen Punktezahlen abhängig von ihrer Einstufung in Kyu- oder Dan-Grade beim Go bzw. ihrer Elo-Zahl beim Shōgi.

## Leiterturnier
Leiterturniere sind Forderungsturniere und werden überwiegend vereinsintern gespielt. Sie sind die einfachste Form einer laufenden Clubrangliste. Zu Beginn werden durch Setzen oder Losen alle Spieler wie auf einer Leiter in einer Rangliste angeordnet. Jeder Spieler darf nach Vorgabe den die direkt vor ihm oder einen noch weiter vorne platzierten Spieler herausfordern. Falls er gewinnt, rückt er auf den Platz des Geforderten vor und dieser fällt einen Platz oder auf den bisherigen Platz des Siegers zurück. Gewinnt der Herausforderer nicht, verändert sich die Rangliste nicht. Ziel ist es, möglichst die oberste Leitersprosse zu erreichen.
In der Regel werden Fristen gesetzt, in denen bei Forderung die Kämpfe ausgetragen werden müssen. Kommt ein Spieler einer Herausforderung innerhalb dieser Frist nicht nach, verliert er kampflos. Die Verlierer dürfen meist für eine bestimmte Zeit keine Forderung aussprechen, aber dürfen selbst gefordert werden.
Das Turnier kann mit einem Enddatum versehen (um dann die Sieger zu ehren) oder zeitlich unbegrenzt durchgeführt werden. Im letzten Fall hat man dauerhaft eine jeweils aktuelle Rangliste für den Verein. Da die Teilnehmer selbst für die Forderungen verantwortlich sind, kann eine Anzahl der Kämpfe nicht voraus gesagt werden. Auch ist die Anzahl der Kämpfe je Teilnehmer unterschiedlich.
Während des Turniers können auch Spieler ausscheiden (dann rücken alle dahinter liegenden Spieler auf) oder zusätzlich in das Turnier eintreten. In letzterem Fall werden sie entweder an das untere Ende der Leiter gesetzt oder man kann ihnen auch die Möglichkeit bieten, einen beliebigen Gegner zu fordern. Gewinnt der Neueinsteiger, wird er auf den Platz des Verlierers gesetzt. Verliert er, kommt er dann doch an das untere Ende der Leiter.
Fordert jeder Spieler nur den nächstbesseren Spieler heraus, entspricht dieses Turnierverfahren der sogenannten Bubblesort-Methode. Im ungünstigsten Fall – der beste Spieler befindet sich zu Turnierbeginn auf dem letzten Platz, der zweitbeste auf dem zweitletzten Platz und so weiter – entspricht die Anzahl benötigter Spiele jener des einfachen Rundenturniers, da jeder gegen jeden anderen spielen muss.
Die Regeln sind modifizierbar. Sie können vorschreiben, welche Herausforderungen zulässig sind. Zum Beispiel kann jeder Spieler nur den nächstbesten oder den übernächstbesten Spieler herausfordern, um die Spitzenspieler vor zeitverschwenderischen, aussichtslosen Herausforderungen durch Anfänger zu schützen. Auch ist die Form der Durchführung der einzelnen Vergleichskämpfe und einzuhaltende Fristen den jeweiligen Bedürfnissen anpassbar.

### Leiterturnier (Varianten)

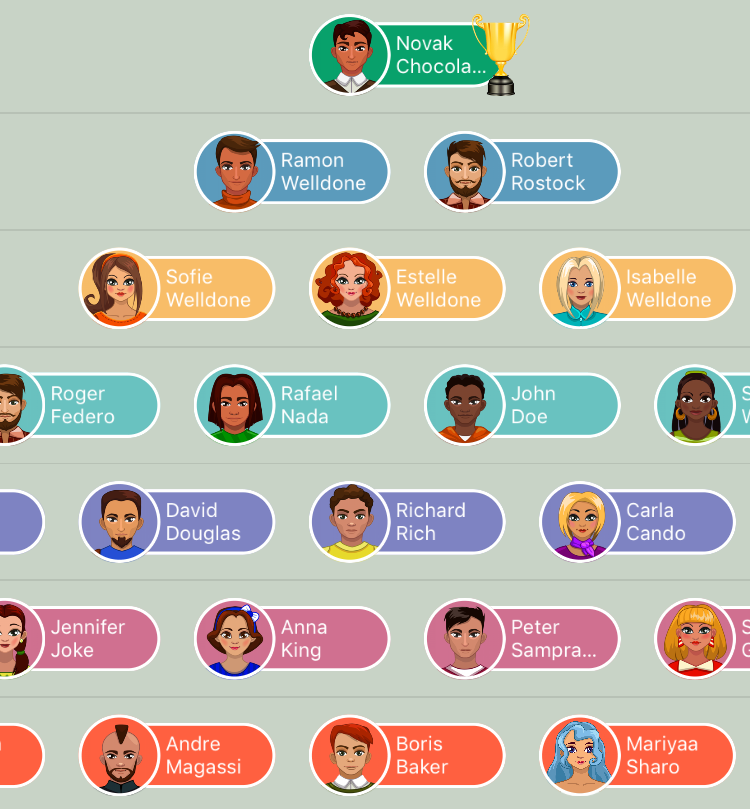
Aufbau eines Pyramidenturniers

Die Regeln beim Pyramidenturnier (auch Weihnachtsbaumturnier) sind fast gleich dem Leiterturnier. Die Teilnehmer sind aber nicht in einer horizontalen Liste, sondern in einem pyramidenförmigen Tableau angeordnet. Meist sind größere Sprünge als bei einem Leiterturnier möglich. Die Turnierleitung legt fest, wer alles gefordert werden darf. Dieses können zum Beispiel alle Spieler sein, die in der Reihe oberhalb der eigenen Reihe stehen oder alle Spieler, die in der gleichen Reihe links oder in der oberen Reihe rechts von einem stehen.

## Vergleich der Turnierformen
Das Primärziel eines Turnierformats besteht darin, den Turniergewinner zu ermitteln. Wegen der Rahmenbedingungen und Eigenschaften eines konkreten Turniermodus sowie verschiedenen Zufallsfaktoren ist es möglich, dass auch nicht der stärkste Turnierteilnehmer gelegentlich Meister werden kann. Als Grundlage für den Vergleich von verschiedenen Turnierformen in Bezug auf Primärziel kann die Wahrscheinlichkeit hingezogen werden, mit der die tatsächlich beste Mannschaft als Sieger ermittelt wird, insbesondere in den praxisnahen Fällen, bei denen die beste Mannschaft nur mit einer bestimmten Wahrscheinlichkeit in einer Begegnung gewinnt.
Die folgenden Beispiele für ein Fußballturnier mit 8 Mannschaften illustrieren diese Vorgehensweise für den Vergleich der Turnierformen.
Es wird angenommen, dass 7 Mannschaften gleich stark sind und die Wahrscheinlichkeiten für Sieg, Unentschieden und Niederlage, wenn sie gegeneinander spielen, betragen 30 %, 40 %, 30 %. Für die Spiele der besten Mannschaft „A“ gegen diese 7 Mannschaften betragen die entsprechenden Wahrscheinlichkeiten 50,5 %, 30 %, 19,5 %.
- Bewertung für das Rundenturnier

Für die Wahrscheinlichkeit, dass die Mannschaft „A“ den Turniersieg davonträgt, wurden bei diesem Modell zwei Werte ermittelt: Maximalwert 49,9 % und Mittelwert 44,9 %. Das hängt damit zusammen, dass die genauen Ergebnisse in diesem vereinfachten Modell nicht berücksichtigt und die Tordifferenzen sowie andere Faktoren zur Rangermittlung bei Punktgleichheit nicht hingezogen werden können. Stattdessen wird unter dem Maximalwert auch die Fälle zusammengefasst, bei denen die Mannschaft „A“ den ersten Platz mit einer oder mehreren anderen Mannschaften teilt. Unter dem Mittelwert wird in solchen Fällen die entsprechende Gewichtung vorgenommen. Der tatsächliche Wert liegt somit zwischen diesen zwei Werten und hängt davon ab, wie die Entscheidung im Fall der Punktgleichheit im konkreten Turnier geregelt wird. Nach dieser Bewertung wird die beste Mannschaft „A“ in diesem Modell in weniger als die Hälfte aller Fälle tatsächlich Turniersieger, obwohl sie in einzelnen Spielen vergleichsweise überlegen ist. Demzufolge ist die Anwendung des Rundenturniers keine Garantie dafür, dass der erste Platz richtig ermittelt wird, geschweige denn alle Ränge richtig zugeordnet werden. Je geringer die Stärke-Differenz der Teilnehmer ist, desto ungenauer ist diese Zuordnung.
- Bewertungen für den Vergleich des Rundenturniers mit anderen Turniermodi

Für den Vergleich mit K.-o.-System muss das Modell erweitert werden, weil K.-o.-System zusätzlich Verlängerung und Elfmeterschießen als Tie-Break (Vorgehensweisen zur Ermittlung eines Siegers beim Fußball) verwendet. In diesem Modell betragen die Wahrscheinlichkeiten für die Spiele von 7 Mannschaften untereinander in Bezug auf Sieg in der regulären Zeit, in der Verlängerung und im Elfmeterschießen jeweils 30 %, 5 %, 15 %. Diese Werte sind auf der Basis der tatsächlich stattgefundenen Spiele in der Finalphase (ab Viertelfinale) in Fußball-Welt- (1986–2018) und Europameisterschaften (1996–2016) ermittelt. Die entsprechenden Wahrscheinlichkeiten für die Spiele der Mannschaft „A“ gegen 7 Mannschaften betragen 50,5 %, 6 %, 10,5 % und 19,5 %, 3 %, 10,5 %. In diesem Fall wird angenommen, dass alle Mannschaften die gleichen Chancen im Elfmeterschießen haben, d. h. die Gewinnwahrscheinlichkeit der Mannschaft „A“ beim Elfmeterschießen ist 50 %. Die Wahrscheinlichkeit, dass die Mannschaft „A“ in jedem einzelnen Spiel gewinnt, beträgt 67 % (50,5 % + 6 % + 10,5 %). Demnach beträgt die Wahrscheinlichkeit, dass die Mannschaft „A“ das Turnier im K.-o.-System gewinnt, 30 % (0,67 * 0,67 * 0,67). Die im ersten Beispiel berechnete Wahrscheinlichkeit für das Rundenturnier liegt zwischen 49,9 % und 44,9 %. Somit kann die bessere Performance des Rundenturniers gegenüber K.-o.-System in diesem Modellfall in Zahlen ausgedrückt werden.
Für die weitere Analyse des Unterschieds zwischen Rundenturnier und K.-o.-System können weitere Modelle gebildet werden, unter der Voraussetzung, dass die Mannschaft „A“ mit der Wahrscheinlichkeit 67 % jedes Spiel im K.-o.-System gewinnt, dabei die Gewinnwahrscheinlichkeiten der Mannschaft „A“ im Elfmeterschießen (GWiEMS) zwischen 0 % und 100 % variieren. Zum Beispiel, der Gewinnwahrscheinlichkeit im Elfmeterschießen 100 % entsprechen die folgenden Wahrscheinlichkeiten: 40 %, 6 %, 21 % und 30 %, 3 %, 0 %.
In den meisten Fällen ist das Rundenturnier bei der Ermittlung des Turniergewinners deutlich besser als das K.-o.-System. Nur in einigen eher theoretischen Fällen (die Mannschaft „A“ ist geringfügig besser in der regulären Zeit und gewinnt fast immer im Elfmeterschießen) sind die Wahrscheinlichkeiten vergleichbar. Als Fazit lässt sich festhalten, dass die Performance einer Turnierform in Bezug auf Primärziel erheblich vom Daten-Modell beziehungsweise von der Stärke-Konstellation der beteiligten Teilnehmer abhängig ist und das Rundenturnier nicht in allen Fällen bedeutend überlegen gegenüber anderen Turnierformaten ist.
Zusätzlich zu dieser Übersicht sind auch die Ergebnisse der entsprechenden Bewertungen für das Turnierformat Zwei-Chancen-System dargestellt. Das Zwei-Chancen-System integriert einige Elemente sowohl des Rundenturniers als auch des K.-o.-Systems, folglich liegen die Zwei-Chancen-System-Wahrscheinlichkeiten zwischen den Werten dieser beiden Formate.
Interpretation von Vergleichsergebnissen der Turnierformen mit und ohne Tie-Break
Im Unterschied zu Turnierformaten ohne Tie-Break (z. B. Rundenturnier) ermitteln die Turnierformate mit Tie-Break (z. B. K.-o.-System) den Turniersieger nicht nur auf der Grundlage von Ergebnissen in der regulären Zeit, sondern auch zusätzlich auf der Grundlage von den Tie-Break-Entscheidungen (Verlängerung und Elfmeterschießen). Die Interpretation des Vergleichs von solchen Turnierformen hängt von der Definition der „tatsächlich besten“ Mannschaft ab. Es gibt zwei Varianten:
1. Nur die Ergebnisse in der regulären Zeit zählen für die Bestimmung der besten Mannschaft: In dieser Interpretation ist das Rundenturnier in allen Modellfällen das beste Turnierformat unabhängig von den ermittelten Turnier-Gewinnwahrscheinlichkeiten. In den Modellfällen mit der größeren Diskrepanz von Leistungen der Mannschaften in der regulären Zeit und in den Tie-Break-Entscheidungen wird die Performance von Tie-Break-Formaten entweder unter- (Im Beispielfall: GWiEMS < 20 %) oder überschätzt (Im Beispielfall: GWiEMS > 80 %).
2. Die Leistungen der Mannschaften sowohl in der regulären Zeit als auch bei der Tie-Break-Entscheidungen sollen bei der Ermittlung der besten Mannschaft berücksichtigt werden.

In dieser Interpretation bestimmt die ermittelte Turnier-Gewinnwahrscheinlichkeit abhängig vom konkreten Modellfall das beste Turnierformat. Das Rundenturnier kompensiert in den meisten Fällen die fehlende Information über die Leistungen in den Tie-Break-Entscheidungen und bleibt das beste Format. In den Modellfällen mit der Tie-Break-Dominanz (Im Beispielfall: GWiEMS > 90 %) wird das K.-o.-System das beste Format.
In den meisten praxisrelevanten Modellfällen, wenn die Leistungen der Mannschaften in der regulären Zeit und in den Tie-Break-Entscheidungen miteinander korrespondieren, sind die Ergebnisse des Vergleichs von Turnierformaten identisch in den beiden Interpretationen.

## Kritik der gegenwärtigen WM- und EM-Turniermodi
In den Welt- und Europameisterschaften vieler Sportarten sowie in olympischen Turnieren werden verschiedene Varianten
der Kombination aus Gruppen- (Turnierform Rundenturnier) und Finalphase (Turnierform K.-o.-System) verwendet.
Solche Turniermodi weisen erhebliche strukturelle Probleme auf, die unter anderem zur Verletzung des Fairplay führen.
Die folgende Klassifikation dieser Probleme mit Beispielen aus Fußballmeisterschaften gilt grundsätzlich auch für
die Turniere in allen anderen Sportarten.

### Bedeutungsloses letztes Gruppenspiel
In der Gruppenphase kommt oft vor, dass einige Mannschaften nach zwei Spieltagen entweder die Finalrunde schon
erreicht haben oder sich nicht mehr für die Finalrunde qualifizieren können.
Demzufolge hat das Ergebnis des letzten Gruppenspiels für diese Mannschaften keine Bedeutung.
Falls sich zwei solche Mannschaften in dem dritten Gruppenspiel treffen, dann hat das keine großen Turnierauswirkungen.
Es wird lediglich ein Trainingsspiel mit keiner Relevanz zur Meisterschaft ausgetragen. Allerdings sind solche bedeutungslosen
Spiele für die schon qualifizierten Mannschaften nicht immer von Vorteil. Der Spielrhythmus geht verloren und die Mannschaft
kann beim nächsten Spiel Schwierigkeiten haben, den zu finden.
Aktuelle Beispiele aus den jüngsten Welt- und Europameisterschaften:
- Ägypten - Saudi-Arabien (WM 2018)
- Panama - Tunesien (WM 2018)
- Niederlande - Nordmazedonien (EM 2021)

### Spiele ohne Bedeutung für eine Mannschaft / Möglichkeit von Absprachen zum Nachteil des dritten Teilnehmers
Schwerwiegender sind die Konstellationen, bei denen das Spiel nur für eine Mannschaft keine Bedeutung hat.
Die fehlende Motivation dieser Mannschaft kann das Spielergebnis beeinflussen und damit zur Wettbewerbsverzerrung führen.
In weiteren problematischen Konstellationen ist es möglich, dass ein bestimmtes Ergebnis für beide Mannschaften reicht,
um sich unabhängig vom anderen Gruppenspiel für die Finalphase zu qualifizieren.
Bekannteste Beispiele für diese Arten der Konstellationen:
- Argentinien - Peru (WM 1978)[5][6][7]
- Deutschland - Österreich (WM 1982) (Nichtangriffspakt von Gijón)[8][9][10]
- Schweden - Dänemark (EM 2004)[11][12][13]
- Spanien - Kroatien (EM 2012)[14]

Aktuelle Beispiele:
- Spanien - Marokko (WM 2018)
- Frankreich - Dänemark (WM 2018)[15]
- Australien - Peru (WM 2018)
- Schweiz - Costa Rica (WM 2018)
- Polen - Japan (WM 2018)
- Italien - Wales (EM 2021)
- Belgien - Finnland (EM 2021)
- Niederlande - Katar (WM 2022)
- Marokko - Kanada (WM 2022)
- Spanien - Japan (WM 2022)[16][17][18]

In solchen „fairplaymäßig potenziell problematischen“ Konstellationen ist die eventuelle Verletzung des Fairplay
in einer oder anderer Weise möglich und durch die Regelungen des Turniermodus nicht ausgeschlossen.
In den meisten Fällen werden die Spiele auch in diesen Konstellationen gemäß dem Fairplay-Gedanken durchgeführt und
es gibt keine Auswirkungen für die anderen Mannschaften in der Gruppe.
Trotzdem ist diese Möglichkeit vorhanden, das kann zu Irritationen im Umfeld der Spiele führen.
Bisweilen sehen sich die betroffenen Mannschaften in diesen Fällen sogar gezwungen zu versichern, dass keine Absprachen
getroffen werden, wie zum Beispiel bei der WM 2014 vor dem letzten Gruppenspiel Deutschland - USA.

### Kein Grund, das dritte Spiel zu gewinnen
Bei einer anderen Art der Konstellationen können die schon qualifizierten Mannschaften in dem dritten Gruppenspiel
noch ein vermeintliches Ziel haben: erster Platz in der Gruppe. Aber der mögliche erste Gegner in der Finalphase
ist nur für die Mannschaften bekannt, deren drittes Spiel nach den Spielen in der Parallelgruppen stattfindet.
Auch die Gegner in dem eventuellen weiteren Verlauf der Finalphase sind schwer einzuschätzen.
Deswegen gibt es in vielen Fällen keinen Grund, im dritten Spiel unbedingt zu gewinnen und Gruppenerster zu werden.
Solche Spiele fungieren eher als eine Art der zusätzlichen Auslosung. Das Ergebnis hat für die betroffenen Mannschaften
keine sportliche Signifikanz, somit sind diese Spiele für die betroffenen Mannschaften bedeutungslos und führen unter Umständen
zu „fairplaymäßig problematischen“ Konstellationen.
Aktuelle Beispiele:
- Russland - Uruguay (WM 2018)
- Frankreich - Dänemark (WM 2018)
- Kroatien - Island (WM 2018)
- Belgien - England (WM 2018)
- Italien - Wales (EM 2021)
- Belgien - Finnland (EM 2021)
- England - Tschechien (EM 2021)
- Schweden - Polen (EM 2021)
- Frankreich - Portugal (EM 2021)
- Frankreich - Tunesien (WM 2022)
- Brasilien - Kamerun (WM 2022)
- Portugal - Südkorea (WM 2022)

### Gewinnen verringert die Chance auf ein Weiterkommen
In einigen Fällen könnte es allerdings doch eine Motivation für Mannschaften geben, Gruppenerster zu werden, insbesondere falls
ein Topfavorit auf den Gruppenzweiten wartet. Falls aber der Topfavorit in seiner Gruppe überraschenderweise
Zweiter wurde und jetzt auf den Gruppenersten treffen sollte, dann wird es von Vorteil sein, Gruppenzweiter zu werden.
Laut dem Turnierformat verringert der Sieg in diesem Fall paradoxerweise die Chancen für das Weiterkommen.
Das war im Skandal beim olympischen Badmintonturnier 2012 (Olympische Sommerspiele 2012/Badminton) besonders deutlich veranschaulicht.
Mehrere Teilnehmer des Badmintonturniers wurden disqualifiziert, weil sie versucht hatten, durch die Niederlage leichtere
Konkurrenten beziehungsweise eine bessere Ausgangsposition für die Finalphase zu bekommen.
Manchmal war keines der beiden Teilnehmer wirklich gewillt, als Sieger das Feld zu verlassen.
Die Meisterschaften aller Sportarten sind vor solchen Konstellationen nicht gefeit.

### Tiebreak-Kriterien
Noch ein allgemeines Problem des Turniermodus in der Gruppenphase konnte bei der WM 2018 beobachtet werden.
Wenn zwei oder mehr Teams aufgrund der auf den Spielergebnissen basierenden Kriterien (Anzahl Punkte, Tordifferenz usw.)
gleich abschneiden, wird ihre Platzierung gemäß sonstigen Kriterien ermittelt. In der Gruppe H wurde Senegal aus
der Finalphase ausgeschlossen, nur weil das Team zwei Gelbe Karten mehr als Japan kassierte.

### Stärkere Teams können sich frühzeitig gegenseitig ausschalten
In der Finalphase wird das Turnierformat K.-o.-System verwendet. Dieses Turnierformat ist am effizientesten,
um den Sieger schnell mit möglichst kleiner Anzahl der Spiele zu ermitteln. Und das ist am ineffektivsten,
um die tatsächlich beste Mannschaft als Sieger mit größtmöglicher Wahrscheinlichkeit zu ermitteln.
Die schlechte Performance des K.-o.-Systems kann damit erklärt werden, dass
eine Mannschaft nach einer einzigen Niederlage aus dem Turnier ausscheidet. Dabei kann auch die beste Mannschaft
gelegentlich verlieren, zum Beispiel im Elfmeterschießen. Außerdem können die stärkeren Mannschaften in den früheren Runden
aufeinander treffen und sich gegenseitig aus dem Turnier eliminieren. Somit wird die Anzahl der „besseren“ Mannschaften reduziert
und eine schwächere Mannschaft bekommt mehr Chancen, mit Glück Turniersieger zu werden.

### Frühere Ergebnisse werden ignoriert
Die Ergebnisse in der Gruppenphase und in den früheren Runden der Finalphase werden in keiner Weise berücksichtigt. Das
führt zu paradoxen Effekten und intransparenten Endplatzierungen. Zum Beispiel, bei der EM 2021 hat Dänemark mit insgesamt
drei Niederlagen das Halbfinale erreicht, während Belgien nach Siegen in allen ersten vier Spielen (auch gegen Dänemark)
schon im Viertelfinale nach einziger Niederlage gegen den späteren Europameister Italien ausgeschieden war.

### Disproportionale Messung
Der Anteil der Spiele zwischen den besten Mannschaften ist zu gering im Vergleich zur Gesamtzahl der Spiele. Zum Beispiel,
bei den Fußball-Weltmeisterschaften werden insgesamt 64 Spiele durchgeführt. 57 Spiele davon werden in der Gruppenphase
(darunter etliche bedeutungslose und „fairplaymäßig problematische“), im Achtelfinale und um den unbedeutenden 3. Platz
ausgetragen. Für die spannenden und hochklassigen Begegnungen zwischen acht letzten um den Meistertitel kämpfenden
Mannschaften sind nur 7 Spiele reserviert.

### Turniere mit der Qualifikation von „besten Dritten“
In einigen Turnieren nehmen zusätzlich zu den Gruppenersten und Gruppenzweiten auch vier (WM 1986, WM 1990, WM 1994, EM 2016, EM 2021) bzw. acht (WM 2026, geplant) beste Gruppendritten in der K.-o.-Phase teil. In solchen Fällen wird die Wahrscheinlichkeit noch größer, dass mehrere Mannschaften sich schon nach dem zweiten Spieltag für die K.-o.-Phase qualifizieren werden. Zum Beispiel, in allen Gruppen der EM 2021 war mindestens eine Mannschaft nach dem zweiten Spieltag für die K.-o.-Phase qualifiziert.
Damit werden die beschriebenen „fairplaymäßig problematischen“ Konstellationen wahrscheinlicher.
Auch zwei noch nicht qualifizierte Teilnehmer können in dem letzten Spieltag häufige eine theoretische Möglichkeit bekommen, ein für beide günstige Ergebnis zu erreichen.
Insbesondere betrifft das die Gruppen mit dem kalendarisch später angesetzten dritten Spieltag.
Außerdem ist das Konzept der Ermittlung der „besten Dritten“ fragwürdig. In einem Turnier mit einer großen Teilnehmeranzahl kommen vereinzelt auch stärkemäßig deutlich schwächere Teilnehmer vor. Nach der Auslosung sind die Gruppen nicht homogen besetzt.
Die Mannschaften in einer Gruppe mit einem deutlich schwächeren Team werden doppelt bevorzugt im Vergleich zu Mannschaften in den Gruppen mit der stärkemäßig ausgeglichenen Besetzung.
Erstens, sie können leichter Erster oder Zweiter werden. Zweitens, falls sie nach dem dritten Spieltag auf dem dritten Platz liegen, ein Sieg mit hoher Tordifferenz gegen dieses schwächere Team bringt ihnen Vorteile bei der Ermittlung der „besten Dritten“.

### Zukunftsperspektive
Die WM 2026 wird mit 48 Mannschaften ausgetragen. In der Gruppenphase sollen 12 Gruppen mit je 4 Mannschaften gebildet werden. Die Gruppensieger, Gruppenzweiten und die acht „besten Drittplatzierten“ qualifizieren sich für die K.-o.-Phase mit 32 Teilnehmern. Im Vergleich zur WM 2022 wird die Wahrscheinlichkeit von „fairplaymäßig problematischen“ Konstellationen größer, der Anteil der Spiele zwischen den besten acht Mannschaften an der Gesamtzahl der Spiele wird kleiner (7 von 104). Die Ermittlung des Weltmeisters im K.-o.-System mit 32 Mannschaften wird noch stärker von zufälligen Faktoren beeinflusst.